# Saint-Ambroise (metropolitana di Parigi)
Saint-Ambroise è una stazione della linea 9 della metropolitana di Parigi.

## La stazione
Il suo nome è mutuato da Sant'Ambrogio (340-394).
La stazione è ubicata sotto il boulevard Voltaire.

## Interconnessioni
- Bus RATP - 56